# Il guanto verde (film 1952)
Il guanto verde (The Green Glove) è un film del 1952 diretto da Rudolph Maté.

## Trama
Il guanto di Sant'Elzeario, custodito nella chiesa dell'eponimo comune francese, era dotato di qualità taumaturgiche che avevano attratto per lungo tempo pellegrini d'ogni dove, oltre a possedere un grande valore economico, essendo tempestato di pietre preziose. Ma era stato rubato nel 1944, durante la guerra, e da allora le campane della chiesa avevano taciuto: sarebbero ritornate a risuonare, narrava la leggenda, solo quando la preziosa reliquia sarebbe tornata nel suo tradizionale luogo di conservazione. Grande è lo stupore di don Goron, quindi, e della cittadinanza tutta quando, una mattina, si ode lo scampanio: ed in effetti il guanto è riapparso nella sua teca all'interno della basilica, in maniera piuttosto misteriosa.
A rubare il guanto, in tempo di guerra, era stato Paul Rona, facente parte delle forze di occupazione tedesche e, da civile, mercante d'arte: in cambio della vita, egli l'aveva ceduto al tenente Michael Blake, paracadutista americano infiltratosi oltre le linee nemiche in Francia. Blake, a sua volta, pressato dalle circostanze, l'aveva affidato agli affiliati della resistenza francese, nella persona di una donna chiamata "la contessa".
Dopo le ostilità, Blake – in difficoltà economiche - ritorna in Francia nel tentativo di reimpossessarsi del prezioso guanto. Ma anche Paul Rona è sulle tracce della reliquia, e la polizia francese segue i movimenti di entrambi. Rientrato in possesso del guanto, Blake decide di restituirlo alla chiesa. E vi riesce, dopo rocambolesche avventure che culminano con il festoso e miracoloso risuonare proveniente dal campanile.   